# Відділення (військова справа)

Стандартне позначення відділення в НАТО

Відді́лення, українська історична назва рій, рідко ві́дділок, відповідник НАТО – squad (США) або section (Велика Британія та Канада), — це найменше штатне військове формування, тактичний підрозділ, що має штатного командира, в багатьох арміях світу. Як правило, відділення входить до складу взводу, але може існувати і поза взводом. Історично в українських збройних силах ( армія УНР,  УГА,  УПА) в цьому значенні використовувався термін «рій».
Зазвичай в  механізованому (мотострілецькому, мотопіхотному,  піхотному) відділенні 9-13 осіб. У відділеннях інших родів військ чисельність особового складу відділення від 3 до 15 осіб.
У деяких інших арміях відділення не найдрібніше формування. Наприклад, в армії  США,  Великої Британії,  Канади та  Австралії в деяких  частинах найменшим підрозділом є вогнева група, або секція, а відділення складається, як правило, з трьох груп.

## Організація

### NATO
Використання символу, яким позначається відділення, залежить від країні:
- згідно загальних вимог стандарту APP-06,[4][5] які поділяють Велика Британія, Данія, Іспанія, Словаччина, Туреччина, США та Україна,[6] це одна крапка (●), розміщена над іконкою
- Албанія, Болгарія, Естонія, Італія, Канада, Латвія, Литва, Люксембург, Німеччина, Норвегія, Польща, Угорщина, Франція, Хорватія та Чехія використовують використовують дві крапки (●●) розміщені над іконкою

Підходи інших країн НАТО, наведені у Додатку В стандарту НАТО APP-06, потребують уточнення, оскільки залежать від точності перекладу національних термінів.

### СРСР
Відділення було найнижчим тактичним підрозділом у сухопутних військах. Командир відділення — старший сержант. Наприклад, відділення на БМП чи БТР в Збройних силах СРСР в 1980-х рр. складалось з 8 осіб:
- командир відділення, він же командир бойової машини (АК, ГП-25)
- механік-водій (АКСУ)
- навідник-оператор (АК)
- кулеметник (РПК)
- гранатометник (РПГ-7, АКСУ)
- стрілець-помічник гранатометника (АК)
- старший стрілець (РПГ-18, АК)
- стрілець (АК)

На рубежі 1990-х рр. замість стрільця було введено стрільця-снайпера (СВД).
Пересувалось відділення на БТР-80 (БТР-70, БТР-60) або БМП-2 (БМП-1).

### Армія США
Піхотне відділення (англ. infantry squad) Армії США складається з двох вогневих груп (англ. fire team) (по 4 чол.) і командира відділення (англ. squad leader), загалом 9 чоловік.
Відділення здатне здійснювати вогневе прикриття для інших підрозділів, або ж одна група може виконувати вогневе подавлення противника поки інша вогнева група здійснює переміщення до наступного рубежу. Командир відділення (у званні штаб-сержанта) має у своєму підпорядкуванні двох командирів вогневих груп (у званні  сержанта), що полегшує управління відділенням у цілому.
Залежно від типу піхотного відділення воно може пересуватися на M2A3 Bradley або на M1126 Stryker. Причому екіпаж бойових машин не вважається частиною відділення, а входить до управління роти.

### Корпус морської піхоти США
В Корпусі морської піхоти стрілецькій взвод (англ. rifle platoon) складається з трьох відділень по 13 чоловік в кожній: командир відділення (OR-5) та три групи по чотири чоловіка (OR-4, OR-3 та два OR-2).
Секція 60-мм мінометів (англ. 60mm mortar section), секція середніх кулеметів (англ. medium machine gun section) та штурмова секція (англ. assault section) взводу вогневої підтримки (англ. weapons platoon) стрілецької роти (англ. rifle company) також містять по три відділення (англ. squad) в кожній. Мінометне відділення містить три чоловіка (OR-4, OR-3, OR-2). Кулеметне відділення містить командира відділення (OR-5) та дві групи по три чоловіка (OR-4, OR-3, OR-2). Штурмове відділення містить чотири чоловіка (OR-4, OR-3 та два OR-2) та поділяється на дві групи (англ. team) по два чоловіка в кожній.

### Британська Армія
В британській армії сучасне піхотне відділення (англ. section) має у своєму складі вісім військовослужбовців на чолі з капралом, як командиром, та молодшим капралом, який є його заступником («англ. 2IC») і шість рядових. Три секції разом утворюють чоту. У звичайній війні, відділення ділиться на дві з чотирьох чоловік вогневі групи («Чарлі» і «Дельта»), під командуванням капрала і молодшого капрала відповідно.
Структура секції (Велика Британія):
| Вогнева група «Чарлі» | Вогнева група «Чарлі» | Вогнева група «Чарлі»                   |
| Посада                | Звання                | Озброєння                               |
| --------------------- | --------------------- | --------------------------------------- |
| Командир групи        | капрал                | L85A2                                   |
| стрілець              | рядовий               | L85A2 з 40-мм підствольним гранатометом |
| кулеметник            | рядовий               | FN Minimi                               |
| стрілець              | рядовий               | L86A2                                   |

| Вогнева група «Дельта» | Вогнева група «Дельта» | Вогнева група «Дельта»                  |
| Посада                 | Звання                 | Озброєння                               |
| ---------------------- | ---------------------- | --------------------------------------- |
| Командир групи         | молодший капрал        | L85A2                                   |
| стрілець               | рядовий                | L85A2 з 40-мм підствольним гранатометом |
| кулеметник             | рядовий                | FN Minimi                               |
| стрілець               | рядовий                | L86A2                                   |

### Австралійська Армія
Під час Другої світової війни австралійське піхотне відділення (англ. section) складалось з десяти солдатів на чолі з капралом, та його заступником в ранзі молодший капрал. Командир мав на озброєнні пістолет-кулемет Томпсона M1928, а один із рядових використовував ручний кулемет Брен. Решта вісім солдатів мали магазинні гвинтівки No.1 Mk.3 Lee-Enfield з багнетом і піхвами. Кожний мав 2 або 3 ручні гранати No.36 Mills.* 
Подібна структура відділення (капрал, молодший капрал та 8 рядових) зберігалась упродовж кількох десятиліть після Другої світової війни. В сучасній австралійській армії відділення, згідно з новою структурою піхотної чоти, також складається з восьми чоловіків та поділяється на дві вогневі групи по чотири чоловіка в кожний. Кожна вогнева група складається з командира групи (капрал/ молодший капрал), розвідника з удосконаленою оптикою, гранатометника з M203 і оператора LSW зі зброю підтримки F89 Minimi.
Типова структура вогневої (бойової) групи, з яких складається відділення  (Австралія):
| Посада         | Озброєння                                                     |
| -------------- | ------------------------------------------------------------- |
| Командир групи | F88 Steyr                                                     |
| розвідник      | F88 Steyr з удосконаленою оптикою (у тому числі 3.4x Wildcat) |
| гранатометник  | F88 Steyr з підствольним гранатометом M203                    |
| кулеметник     | F89 Minimi                                                    |

### Канадська Армія
В Канадській Армії відділення (англ. section) поділяється на дві штурмові групи (англ. assault group) по чотири солдати кожна (еквівалентно австралійській та британській вогневим групам) та групу транспортних засобів, що складається з водія та стрільця. Штурмові групи поділяються на вогневі групи (англ. fire team) по двах солдата в кожній.

### Україна

#### Історичні
В арміях УНР, УГА та  УПА аналогічне стрілецькому відділенню формування називалось «рій».
В УПА рій був найменшою бойовою одиницею та включав в себе:
- ройовий, заступник (ланковий)
- кулеметна ланка (4 кулеметника, 1 кулемет)
- стрілецька ланка (4-12 стрільців)

Чисельність рою була від 10 до 13 осіб, три стрілецькі рої складали основу стрілецької чоти.

#### Сучасність
У механізованих військах ЗСУ відділення пересувається на одному БМП або БТР. До 2021 року аналогічним відділенню підрозділом у танкових військах є танковий екіпаж, у артилерії — обслуга.

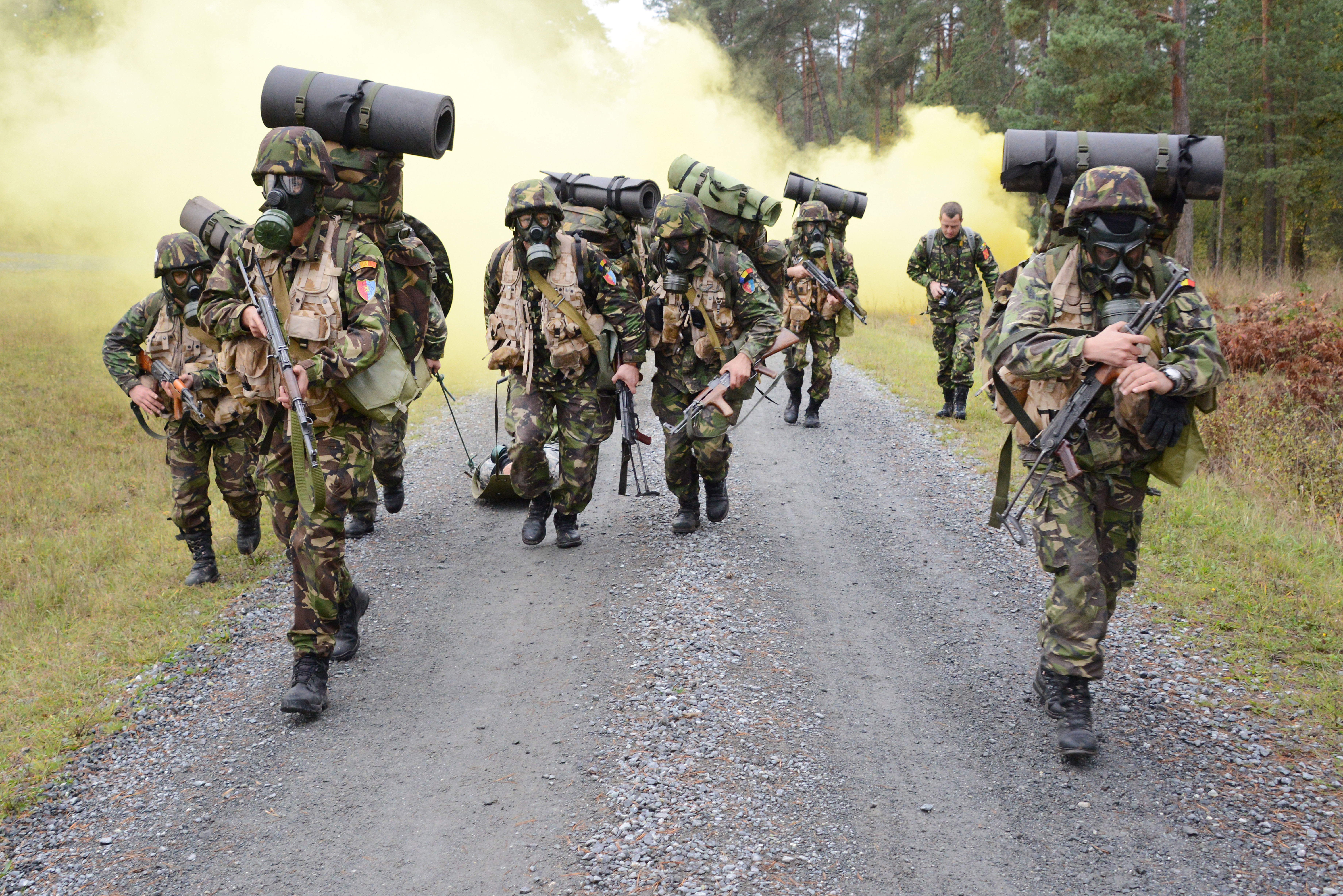
Відділення Збройних сил Румунії під час навчань

Склад механізованого відділення на БМП:
| Посада                                        | Типова стрілецька зброя |
| --------------------------------------------- | ----------------------- |
| командир бойової машини — командир відділення | АКМ/АК-74/АКС-74        |
| заступник командира — навідник-оператор       | АКС-74У                 |
| механік-водій                                 | АКС-74У                 |
| кулеметник                                    | РПК/РПК-74              |
| гранатометник                                 | РПГ-7                   |
| стрілець — помічник гранатометника            | АКМ/АК-74/АКС-74        |
| снайпер                                       | СГД                     |
| старший стрілець                              | АКМ/АК-74/АКС-74        |
| стрілець/стрілець-санітар                     | АКМ/АК-74/АКС-74        |

Всього у механізованому відділенні: 9 осіб, 1 бойова машина піхоти, 1 ручний протитанковий гранатомет, 1 легкий кулемет, 6 автоматичних карабінів та 1 снайперська гвинтівка.
У наступі та обороні діє як правило у складі механізованого взводу, у розвідці може діяти самостійно.

#### Впровадженнястандартів НАТО
З метою впровадження в України стандарту НАТО STANAG 2116 наказом Міністерства оборони України від 07.09.2020 №317 затверджено Перелік штатних посад рядового, сержантського і старшинського складу та відповідних їм військових звань і тарифних розрядів посад, який набув чинності 1 січня 2021 р. та, серед інших, містив дві наступних штатних посади:
- командир групи (механізованого, мотопіхотного, піхотного, аеромобільного, десантно-штурмового, штурмового, повітряно-десантного, гірсько-штурмового відділення та морської піхоти); штатне звання — молодший сержант
- командир відділення (механізованого, мотопіхотного, піхотного, аеромобільного, десантно-штурмового, штурмового, повітряно-десантного, гірсько-штурмового та морської піхоти); штатне звання — сержант

Таким чином, з 1 січня 2021 р. у ЗСУ впроваджена структура, за якою механізоване, мотопіхотне, піхотне, аеромобільне, десантно-штурмове, штурмове, повітряно-десантне, гірсько-штурмове відділення та відділення морської піхоти, командирами якого за штатною посадою є сержанти, містить у своєму складі вогневі групи, командирами яких за штатною посадою є молодші сержанти.